# ابن ماس-بچراک
ابن ماس-بچراک (انگلیسی: Ebon Moss-Bachrach؛ زادهٔ ۱۹ مارس ۱۹۷۷) هنرپیشه اهل ایالات متحده آمریکا است. وی از سال ۱۹۹۹ میلادی تاکنون مشغول فعالیت بوده‌است.
از فیلم‌ها یا برنامه‌های تلویزیونی که وی در آن نقش داشته‌است می‌توان به خانه‌ای روی برکه، مظنون، دختران، لبخند مونا لیزا، غروب، نهان،آخرین کشتی،جان آدامز، تجربه مارک پیز، رفتار بد خدایان، وضعیت خوب، لولا در مقابل و انقلاب زمستانی اشاره کرد.